# Gran Premi d'Itàlia del 2002

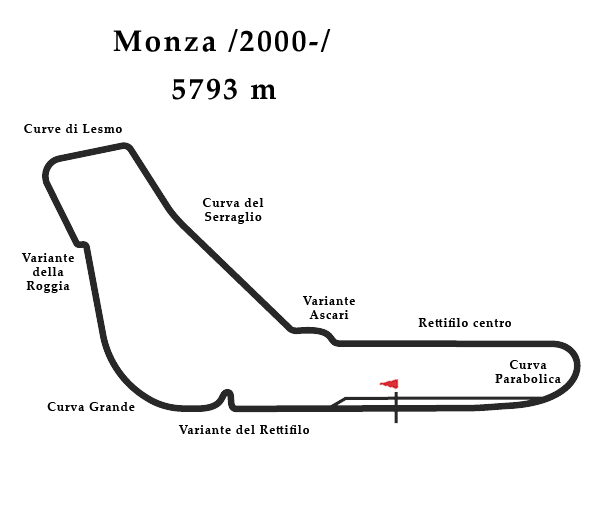
Mapa del Circuit de Monza.

Resultats del Gran Premi d'Itàlia de Fórmula 1 de la temporada 2002 disputat al circuit de Monza el 15 de setembre del 2002.

## Resultats
| Pos | No | Pilot                | Equip              | Voltes | Temps/ Retirada  | Pos. de sortida | Punts |
| --- | -- | -------------------- | ------------------ | ------ | ---------------- | --------------- | ----- |
| 1   | 2  | Rubens Barrichello   | Ferrari            | 53     | 1h 16' 19. 982   | 4               | 10    |
| 2   | 1  | Michael Schumacher   | Ferrari            | 53     | + 0.255 s        | 2               | 6     |
| 3   | 16 | Eddie Irvine         | Jaguar - Cosworth  | 53     | + 52.579 s       | 5               | 4     |
| 4   | 14 | Jarno Trulli         | Renault            | 53     | + 58.219 s       | 11              | 3     |
| 5   | 15 | Jenson Button        | Renault            | 53     | + 1' 07.770 min. | 17              | 2     |
| 6   | 12 | Olivier Panis        | BAR - Honda        | 53     | + 1' 08.491 min. | 16              | 1     |
| 7   | 3  | David Coulthard      | McLaren - Mercedes | 53     | + 1' 09.047 min. | 7               |       |
| 8   | 9  | Giancarlo Fisichella | Jordan - Honda     | 53     | + 1' 10.891 min. | 12              |       |
| 9   | 11 | Jacques Villeneuve   | BAR - Honda        | 53     | + 1' 21.068 min. | 9               |       |
| 10  | 7  | Nick Heidfeld        | Sauber - Petronas  | 53     | + 1' 22.046 min. | 15              |       |
| 11  | 24 | Mika Salo            | Toyota             | 52     | + 1 Volta        | 10              |       |
| 12  | 10 | Takuma Sato          | Jordan - Honda     | 52     | + 1 Volta        | 18              |       |
| 13  | 22 | Alex Yoong           | Minardi - Asiatech | 47     | + 6 Voltes       | 20              |       |
| Ret | 6  | Juan Pablo Montoya   | Williams - BMW     | 33     | Xassís           | 1               |       |
| Ret | 4  | Kimi Räikkönen       | McLaren - Mercedes | 29     | Motor            | 6               |       |
| Ret | 23 | Mark Webber          | Minardi - Asiatech | 20     | Motor            | 19              |       |
| Ret | 8  | Felipe Massa         | Sauber - Petronas  | 16     | Col·lisió        | 14              |       |
| Ret | 17 | Pedro de la Rosa     | Jaguar - Cosworth  | 15     | Col·lisió        | 8               |       |
| Ret | 25 | Allan McNish         | Toyota             | 12     | Suspensions      | 13              |       |
| Ret | 5  | Ralf Schumacher      | Williams - BMW     | 4      | Motor            | 3               |       |

## Altres
- Pole: Juan Pablo Montoya 1' 20. 264

- Volta ràpida: Rubens Barrichello 1' 23. 657 (a la volta 15)

- Juan Pablo Montoya va aconseguir la Pole-Positon més ràpida de la història de la F-1, a una mitjana de 259,827 km/h